# Stora Kils kyrka
Stora Kils kyrka är en kyrkobyggnad som tillhör Stora Kils församling i Karlstads stift. Kyrkan ligger på en höjd vid sjön Nedre Fryken, strax norr om samhället Kil. Den hette tidigare Kils kyrka.

## Kyrkobyggnaden
Första kyrkan uppfördes på medeltiden och var troligen byggd av trä. Omkring 1673 ersattes den av en stenkyrka.
Nuvarande kyrka uppfördes efter ritningar av arkitekt Johan Carlberg. Kyrkan började byggas 1845, togs i bruk 1850 och invigdes midsommardagen 1855 av biskop Carl Adolph Agardh med 7 assisterande präster. 1929 eldhärjades kyrkan men återuppbyggdes på befintliga murar efter ritningar av arkitekt Elis Kjellin. 1932 återinvigdes kyrkan av biskop Johan Alfred Eklund. Kyrkorummet blev något mindre och tornet fick en annorlunda utformning med tornspira. 1952 installerades elektrisk uppvärmning och 1971 installerades toaletter. Ett nytt värmesystem inrättades 2000 - 2001.

## Inventarier
- Altartavlan är målad av Thor Fagerkvist i Persberg. Motivet är Kristi förklaring.
- Dopfunten i täljsten är från tidig medeltid.
- Predikstolen är byggd efter ritningar av Elis Kjellin. Senare har den kompletterats med träskulpturer skurna 1940 av Peder Jensen. Skulpturerna föreställer profeterna Jesaja, Jeremia, Hesekiel, Daniel samt Johannes Döparen.

### Orgel
- 1850 byggdes en orgel av Erik Adolf Setterquist, Hallsberg, med 11 stämmor. Den började användas 1850 men invigdes inte förrän 1855. Den kostade ca. 3 000 rdr bko vars belopp ihopsamlades av församlingen.[1] Den förstördes i branden 1929.
- 1932 byggdes en orgel av Nordfors & Co med 21 stämmor. Den har mekanisk traktur och elektrisk registratur samt två fria kombinationer. Fasaden är nybyggd 1974.
- 1974 byggde Grönlunds orgelbyggeri.

| Huvudverk I   | Svällverk II      | Pedal            | Koppel |
| Principal 8’  | Gedackt 8’        | Subbas 16’       | I/P    |
| Rörflöjt 8’   | Spetsgamba 8’     | Principal 8’     | II/P   |
| Oktava 4’     | Principal 4’      | Gedackt 8'       | II/I   |
| Spetsflöjt 4’ | Koppelflöjt 4’    | Nachthorn 2'     |        |
| Quinta 2 2⁄3’ | Oktava 2'         | Rauschkvint 3 ch |        |
| Oktava 2’     | Waldflöjt 2'      | Fagott 16'       |        |
| Mixtur 4 ch   | Nasat 1 1⁄3'      | Skalmeja 4'      |        |
| Trumpet 8'    | Sesquialtera 2 ch |                  |        |
|               | Scharff 3 ch      |                  |        |
|               | Krumhorn 8'       |                  |        |
|               | Tremulant         |                  |        |

### Webbkällor
- Kyrkor i Karlstads stift Del II, Utgiven av Värmlands Museum och Karlstads stift, 2008, ISBN 91-85224-72-3
- anläggningspresentation
- byggnadspresentation